# 7. Sinfonie (Mahler)
Die 7. Sinfonie ist eine Sinfonie von Gustav Mahler. Der schon früh verwendete Beiname Lied der Nacht stammt nicht von Mahler.

## Entstehung
Aufgrund ihres Entstehungsprozesses gehört die 7. Sinfonie zu den mühsamsten Schöpfungen Mahlers. Bereits vor der Vollendung der 6. Sinfonie entstanden im Sommer 1904 die beiden Nachtmusiken der 7. Sinfonie. Im Sommer des darauffolgenden Jahres sollte die Fortsetzung und Vollendung des Werkes erfolgen. Mahler reiste hierfür eigens von Wien zu seiner Familie an den Wörthersee. Auf Grund des persönlichen Druckes, das Werk vollenden zu müssen, stellte sich eine kreative Blockade bei Mahler ein, der sich nach eigener Aussage „bis zum Trübsinn“ mit dem Werk quälte. Auch eine Reise in die Dolomiten konnte keine schöpferische Phase einläuten. Erst die Rückkehr zum Wörthersee löste die Blockade, laut eigener Aussage durch einen Ruderschlag bei einer Fahrt über den See. „Beim ersten Ruderschlag fiel mir das Thema der Einleitung zum ersten Satze ein.“ In nur vier Wochen erfolgte anschließend die Fertigstellung der restlichen Sinfonie. Die endgültige Instrumentation fand anschließend in mehreren Arbeitsschritten statt. Die letzten Korrekturen wurden erst wenige Tage vor der Uraufführung vorgenommen.

## Zur Musik

### Besetzung und Aufführungsdauer
Piccoloflöte, 4 Flöten (die 4. auch Piccoloflöte), 3 Oboen, Englischhorn, 3 Klarinetten, Es-Klarinette, Bassklarinette, 3 Fagotte, Kontrafagott, 4 Hörner, Tenorhorn, 3 Trompeten, 3 Posaunen, Tuba, Pauken, Perkussion (Große Trommel, Kleine Trommel, Becken, Triangel, Tamtam, Herdenglocken, tiefe Glocken, Rute, Tamburin, Glockenspiel), zwei Harfen, Gitarre, Mandoline, I. Violine, II. Violine, Bratsche, Violoncello, Kontrabass
Die Aufführungsdauer beträgt ca. 80 Minuten.

### 1. Satz: Langsam. Allegro risoluto ma non troppo
Der erste Satz in e-Moll steht, ganz den Regeln einer klassischen Sinfonie entsprechend, in Sonatensatzform, welche jedoch freier interpretiert wird. Dem eigentlichen Hauptsatz geht eine düstere und beklemmend wirkende Adagio-Einleitung voraus. Die Streicher und tiefen Bläser setzen mit einem trauermarschähnlichen, bewegten (nicht schleppenden) Rhythmus, in Anlehnung an Anton Bruckner, ein, worauf das Tenorhorn einen stockenden Klagegesang entfaltet. Punktierte Rhythmen und ein düsterer Schreitduktus lassen eine unheilvolle und abgründige Stimmung entstehen. Diese schleppende Figur beschleunigt sich zunehmend zu einem aufpeitschenden Impuls, welcher ein soghaftes Geschehen mit sich bringt. Fanfaren und kurze Motivfetzen führen zum Allegro-Hauptteil. Das Hauptthema entwickelt sich aus dem Marschmotiv der Einleitung und erinnert in diesem Duktus an die vorausgegangene, tragische 6. Sinfonie. Ein zweiter Gedanke mit deutlich verschobener Chromatik in C-Dur, ist von friedlicherem Charakter.
In der Mitte der Durchführung kommt die Musik unerwartet nahezu völlig zum Stillstand. Über hohen Tremoli der Violinen ertönt ein Dreitonmotiv in den Trompeten. Es folgt eine choralhafte Akkordfolge in „sehr feierlicher und gehaltener“ Vortragsweise. Diese leitet sich in stark abgewandelter Form ebenfalls aus der Einleitung ab. Ein Harfenglissando eröffnet einen ätherischen, seltsam entrückten H-Dur-Abschnitt. Laut Mahler ein „Ausblick auf eine beßre [sic!] Welt“. Die Vision verklingt unvermittelt mit dem Einsetzen der Reprise und dem somit wiederkehrenden Marschthema. Der düstere Duktus ist hier im Vergleich zur Exposition gar noch gesteigert. Nur mühsam setzt das Allegro wieder ein, welches mit teilweise dissonanten Begleitfiguren seltsam verzerrt wirkt. Nach einem großangelegten Wandel erscheint das Hauptthema schließlich in strahlendem E-Dur, was zum jubelnden Ende des Satzes führt.

### 2. Satz: Nachtmusik, Allegro moderato
Es folgt die erste der beiden Nachtmusiken, die Mahler in die Sinfonie eingefügt hat. Dieser Titel stammt, anders als der inoffizielle Beiname Lied der Nacht, von Mahler selbst. Das Bild eines „nachtwandelnden Musikers“ wird intendiert. Diese erste Nachtmusik beginnt mit einem Dialog zwischen erstem und drittem Horn und erinnert hierbei an die Scène aux Champs aus der Symphonie fantastique von Hector Berlioz. Das signalhafte Motiv des ersten Horns wird dabei zum zentralen Motiv des ganzen Satzes. Es folgt eine Imitation zahlreicher Vogelrufe, die zu einem immer undurchsichtiger werdenden Zusammenklang verwoben werden. Schließlich entsteht ein Marschlied, welches eigentümlich zwischen Dur und Moll schwankt. Wieder wartet Mahler mit einem militärisch anmutenden Marschthema auf, ein Merkmal Mahler'scher Musik, das auf seine Kindheit in der Garnisonsstadt Iglau zurückzuführen ist. Das folgende Trio ist im eleganten Duktus Pjotr Tschaikowskis gesetzt, bevor der Dialog der Hörner erneut einsetzt. Hierzu erklingt nun, wie schon in der 6. Sinfonie das Geläut von Herdenglocken „in weiter Entfernung“. Mahler geht es hier nicht primär um die programmatische Darstellung von ländlicher Idylle, sondern um ein „verhallendes Erdengeräusch im Angesicht der Ewigkeit, als letzten Gruß lebender Wesen.“ Der Klang der Herdenglocken soll einzig und allein „weltferne Einsamkeit“ symbolisieren. Auch der Marsch taucht in verhaltener Weise sich langsam steigernd wieder auf. Das zweite Trio lässt ein Bild tänzerischer, österreichischer Idylle entstehen, auch hier erklingen die Herdenglocken als Begleitung. Erneut führt das Hornsignal zur inhaltlichen Wiederholung des Rahmens. Schnell entwickelt sich wieder das Marschthema, welches nun mit den Vogelimitationen kombiniert wird. Die Nachtmusik verklingt geheimnisvoll und schattenhaft in pianissimo.

### 3. Satz: Scherzo. Schattenhaft
Die Satzbezeichnung Schattenhaft erlaubt einen passenden Anschluss an die vorangegangene Nachtmusik. Das Scherzo entwirft ein unheimliches und teilweise groteskes Bild der Nacht, wie es typisch für Mahler ist. Ein Paukenmotiv und die Pizzicati der Streicher lassen eine geheimnisvolle Stimmung entstehen. Die schnellen Läufe der Violinen erinnern an das Pendant in Mahlers 2. Sinfonie. Diese gehetzten Triolengruppen vermitteln ein unruhiges Klangbild, auf welchem sich mühsam ein verzerrter Walzer entwickelt. Spukhafte Einwürfe der Holzbläser steigern den unheimlichen und schattenhaften Duktus des Scherzos weiter. Selbst das Trio lässt in diesem Satz keine Stimmungsveränderung entstehen. Die durchscheinende volkstümliche Thematik wirkt stark verzerrt. Schnell setzt das Scherzo mit den bedrohlichen Paukenschlägen wieder ein. Vor dem Einsatz des zweiten Trios verlangt Mahler ein Pizzicato im fünffachen Forte und schreibt vor: „So stark anreißen, dass die Saiten an das Holz anschlagen“. Béla Bartók wird diese Technik später häufig vorschreiben. Auch dieses Trio kann keine Entspannung des „Grauens“ bewirken und entschwindet schnell wieder. Eine letzte verkürzte Wiederkehr des Scherzos beendet den geheimnisvollen Satz.

### 4. Satz: Nachtmusik, Andante amoroso
Der vierte Satz ist ebenfalls als Nachtmusik betitelt. Der Charakter des Satzes ist im Vergleich zu den anderen vier Sätzen eher kammermusikalisch und intim, was Mahler auch durch die Reduktion des Orchesters erreicht. Durch den Einsatz von Gitarre, Harfe, Mandoline, Solo-Horn und Solo-Violine erzielt Mahler ein serenadenhaftes Klangbild. Der Satz wird durch ein Thema der Solovioline eröffnet. Zu dem innigen Gesang der Streicher treten Gitarre und Mandoline hinzu. Sie bewirken die musikalische Zeichnung einer romantischen Genreszene. Gerade in diesem Satz entsteht dadurch ein an Joseph Eichendorff erinnerndes Bild der deutschen Romantik, wie Alma Mahler bemerkt. Der Gesang fließt in weiten Strecken ohne größere Charakterveränderung weiter. Ein Trio bereichert die Szenerie um ein tänzerisches Thema. Das Englischhorn führt das Geschehen zum Rahmenteil zurück. Erneut kommt es zu einem Dialog von Gitarre und Mandoline, was zu einem überraschenden Bewegungsimpuls und ansteigender Dynamik führt und einen Höhepunkt mit sich bringt, der jedoch schnell wieder verklingt. Der Satz endet in friedlichen Klängen der Holzbläser.

### 5. Satz: Rondo-Finale, Allegro ordinario
In gewisser Weise folgt die Sinfonie dem von Mahler gerne angewendeten Prinzip Per aspera ad astra. Durch die Nacht der vorherigen Sätze gelangt die Sinfonie zum hellen Licht des feierlichen Finales.
Das Jubelfinale beginnt mit einem feierlichen Paukenmotiv, worauf sich ein festliches und jubelndes Refrainthema des ganzen Orchester entwickelt, welches entfernt an die Ouvertüre zu Richard Wagners Meistersinger von Nürnberg erinnert. Das erste Couplet gibt einen kurzen tänzerischen Impuls, welcher schnell wieder durch das Refrainthema abgelöst wird. Insgesamt kehrt dieser Refrain nicht weniger als acht Mal wieder. Die Couplets entwerfen dazwischen tänzerische, idyllische und an die musikalische Historie erinnernde Bilder, so erklingt in einem Couplet beispielsweise ein Menuett. Die Wiederkehr des Refrains findet jedes Mal in äußerst feierlicher und stetig jubelnder und sich steigernder Form statt. Der teilweise lärmende Hang des Satzes zum Monumentalen scheint alle Formen von Apotheosen der Musikgeschichte in sich vereinigen zu wollen, was unweigerlich zu einem „sich zu Tode feiern“ des Finales führt. Die Sinfonie endet folglich unter einem alles mit sich reißenden Jubel in einer gewaltigen Schlussstretta des gesamten Orchesters, in welcher auch das Hauptthema des ersten Satzes wieder aufgenommen wird. Bemerkenswert ist auch die Verwendung des Tamtams in diesem Finale (in Mahlers Schaffen häufig als Zeichen des Todes interpretiert) – auch dies ließe sich als Indiz für den Eindruck des „sich zu Tode feiern“ deuten.

## Wirkung
Die Uraufführung der 7. Sinfonie fand am 19. September 1908 im Konzertsaal der Jubiläumsausstellung in Prag statt. Sie fand somit erst drei Jahre nach der Vollendung der Sinfonie statt. Das Werk war Teil des zehnten Philharmonischen Konzertes zum sechzigjährigen Regierungsjubiläums Kaiser Franz Josephs I. Bis kurz vor der Aufführung arbeitete Mahler, welcher von Zweifeln an seinem Werk geplagt wurde, an der Instrumentierung. Hierbei erhielt er Unterstützung von Alban Berg und Otto Klemperer, welche zur Aufführung ebenfalls nach Prag gereist waren. Die Uraufführung wurde jedoch zu einem großen Erfolg für Mahler. Anders als bei einigen früheren Werken, beispielsweise der 5. Sinfonie, äußerten sich die Kritiker fast ausnahmslos positiv. Arnold Schönberg lobte das Werk ausdrücklich in einem persönlichen Brief an sein künstlerisches Vorbild Mahler. Die wenig später folgende Wiener Erstaufführung konnte diesen Erfolg nicht vollständig bestätigen. Das wesentlich kritischere Wiener Publikum nahm vornehmlich am Finalsatz Anstoß. Der festlich überhöhte Jubelgesang sei eine „fürchterliche Verhöhnung des Vorspiels zu den Meistersingern“, bemerkte ein kritischer Zeitungsartikel. Tatsächlich können Teile des Finales als Parodie der Ouvertüre Wagners Meistersinger von Nürnberg interpretiert werden.
Heute wird das Werk zwar häufig in Mahler-Zyklen aufgeführt, stellt aber die am wenigsten einzeln aufgeführte Sinfonie Mahlers dar. Eine Erklärung hierfür lässt sich nur schwer finden. Möglicherweise steht sie im Schatten der benachbarten, ausdrucksstarken Sinfonien Nr. 6 und Nr. 8.

## Stellenwert
Die 7. Sinfonie stellt die letzte der drei mittleren, rein instrumentalen Sinfonien 5 bis 7 dar. Wie die 5. Sinfonie besteht sie aus fünf, statt den klassischen vier Sätzen. Die mit dieser 5. Sinfonie eingeläutete Schaffensphase setzt sich in der 7. Sinfonie fort. Auch hier wendet Mahler seine progressivere Chromatik an und stößt an einigen Stellen an die Grenzen der Tonalität, was auf die 9. Sinfonie weist. Jedoch geschieht dies weniger intensiv und seltener, als in den beiden vorausgegangenen Werken. Der marschartige Duktus des Hauptsatzes findet ein Vorbild in einigen anderen Hauptsätzen Mahlerscher Sinfonien, in welchen er ebenfalls auf diese von ihm bevorzugte Form zurückgreift. So finden sich auch in der 3., 5. und 6. Sinfonie großangelegte Marschsätze. Bemerkenswert ist die erneute und markante Verwendung volkstümlicher Elemente. Der Gebrauch der Herdenglocken erinnert an die vorausgegangene 6. Sinfonie, in welcher diese als Darstellung einer idyllischen Insel inmitten der Tragik verwendet wurden. Hier stellt ihr Klang ein Bild „weltferner Einsamkeit“ dar, das laut Mahler im „Angesicht der Ewigkeit der letzte Gruß irdischer Wesen“ symbolisiert. Äußerst ungewöhnlich für große Sinfonien ist die Verwendung von Gitarre und Mandoline. In den ebenfalls einmaligen Nachtmusik-Sätzen verhelfen sie zu einem Bild Eichendorffscher Romantikvisionen. Der Ort der Kunst war besonders in der Romantik die geheimnisumwobene Nacht. Wagner beschreibt das Beginnen „jener anderen Welt“ an der Grenze von Nacht und Tag. Die in dieser Sinfonie vorliegende Idee des nachtwandelnden Musikers rührt von Schopenhauer her. Erneut stellen diese idyllischen Bilder Inseln im turbulenten sinfonischen Geschehen dar. Es sind dies durchaus programmatische Elemente, welche eine spezielle Deutung der Musik zulassen, was Mahler sonst in der Regel verhindern wollte. Dies lässt sich schon daran erkennen, dass der Horndialog zu Beginn der ersten Nachtmusik an die Scène aux Champs aus der Symphonie fantastique von Hector Berlioz erinnert, welche ein dezidiert programmatisches Werk ist. Die 7. Sinfonie stellt also bezüglich mancher gestalterischer  Elemente ein Novum in Mahlers Musik dar. Dies trifft auch auf den euphorischen Finalsatz zu, da ein solch jubelndes Spektakel in keinem anderen Finalsatz von Mahler zu finden ist. Der festlich überhöhte Glanz täuscht über einen eigentlich ungewöhnlich einfach aufgebauten Satz hinweg, welcher nicht zu den stärksten Schöpfungen Mahlers gehört. Immer wieder wurde Mahler vorgeworfen, hier Richard Wagners Ouvertüre zur Oper Die Meistersinger von Nürnberg zu persiflieren.